# Realtek
A Realtek Semiconductor Corp. (chinês: 瑞昱半導體股份有限公司, pinyin: Ruìyù Bàndǎotǐ Gǔfèn Yǒuxiàn Gōngsī), é uma empresa de semicondutores sem fábrica situada em Hsinchu Science Park, Hsinchu, Taiwan. A Realtek foi fundada em outubro de 1987 e subsequentemtne listada na Bolsa de valores de Taiwan em 1998. A Realtek atualmente fabrica e vende uma variedade de microchips globalmente e suas linhas de produtos geralmente se enquadram em três categorias: CIs de rede de comunicações, CIs de periféricos de computador e CIs de multimídia. Em 2019, a Realtek empregava 5.000 pessoas, das quais 78% trabalham em pesquisa e desenvolvimento.

## Produtos
- Os produtos de CI de rede de comunicação fabricados e comercializados pela Realtek incluem: controladores de interface de rede (tanto os controladores Ethernet 10/100M tradicionais e os controladores Ethernet gigabit mais avançados), controladores de camada física (PHYceiver), controladores de switch de rede, controladores de gateway, CIs LAN wireless, bem como controladores de roteador ADSL. Em particular, os controladores 10/100M Fast Ethernet da série RTL8139 atigiram seu apogeu no final da década de 1990 e continuaram a assumir uma parcela significativa e, por fim, predominante no mercado mundial nos anos seguintes.
- Esses dispositivos categorizados como produtos de CI periféricos para computador da Realtek consistem nos tradicionais Codecs de áudio AC'97, os codes High Definition Audio, controladores leitores de cartão, geradores de relógio e CIs IEEE 1394.
- Os produtos de CI multimídia incluem controladores de monitor LCD, controladores de TV LCD e processadores de mídia digital.

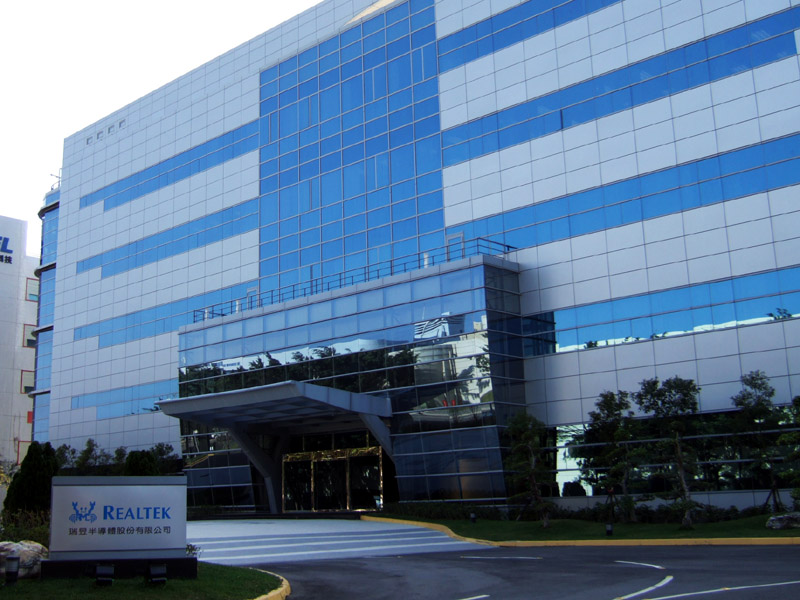
Sede da Realtek em Hsinchu Science Park

### Problemas conhecidos
- Em 2021, é amplamente reconhecido pela comunidade do Windows e Linux que a Realtek não oferece suporte oficial de driver, nem repositórios para seus chipsets, o que acaba gerando um problema de compatibilidade que afeta centenas de marcas diferentes que dependem dos chipsets Realtek. Para Windows, um repositório não oficial foi criado pela comunidade em realtek.cz.

Infelizmente, os usuários baseados em Linux são deixados abandonados sem suporte, com poucos repositórios git estáveis criados, mantidos e corrigidos por desenvolvedores individuais.
Esta falta de apoio é uma preocupação séria de segurança, já que as origens de drivers da comunidade são de origem desconhecida, o que pode ou não representar uma ameaça à segurança.

### Produtos notáveis

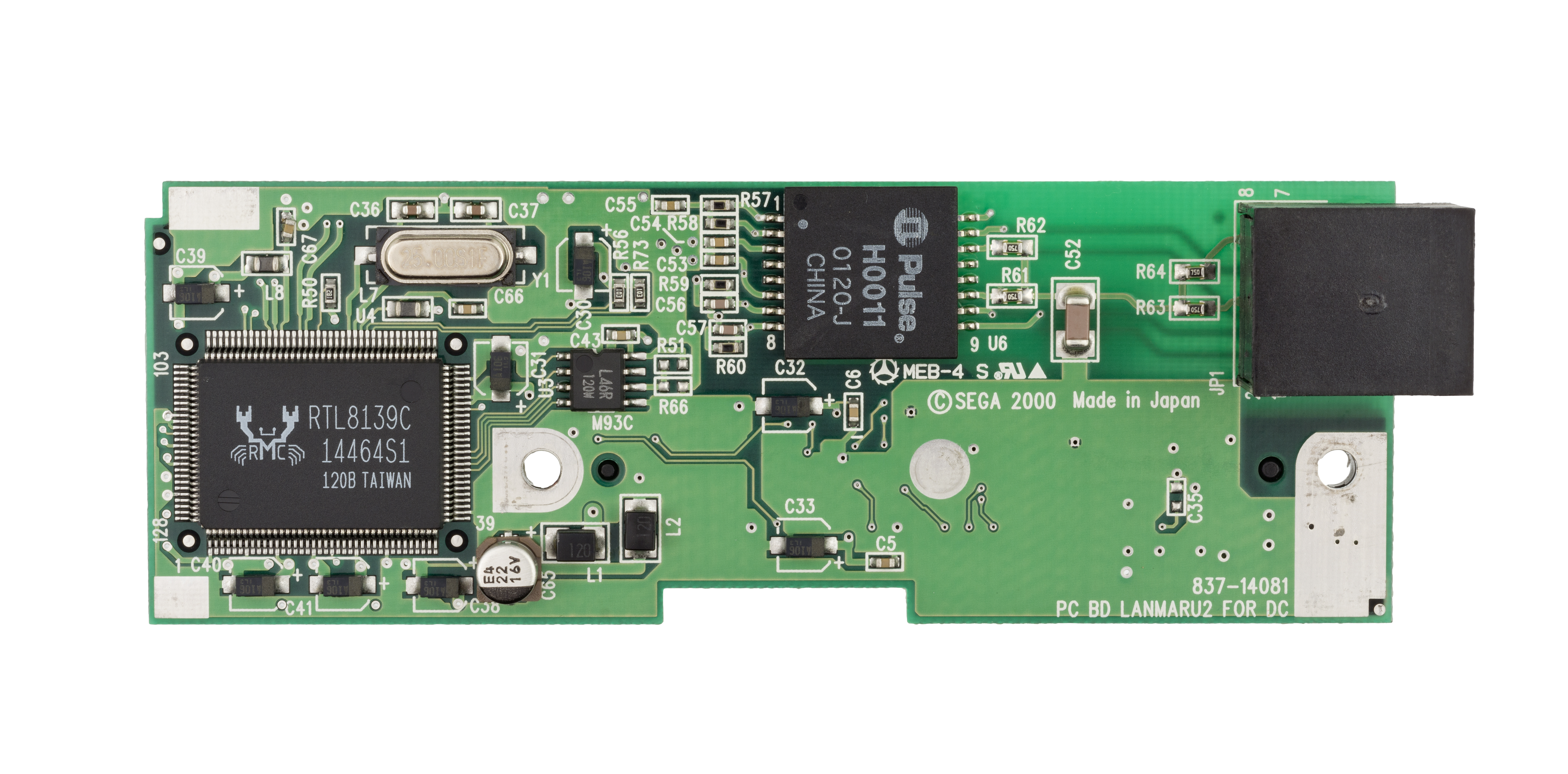
Um chip RTL8139C visto em um adaptador de banda larga para o console de jogos eletrônicos Sega Dreamcast.

Os produtos notáveis da Realtek incluem controladores Ethernet 10/100M (com uma participação de mercado global de 70% em 2003) e codecs de áudio (AC'97 e HD Audio), onde a Realtek tinha uma participação de mercado de 50% em 2003 e uma participação de mercado de 60% em 2004, concentrada principalmente no segmento de mercado de áudio integrado OEM. A partir de 2013, o codec de áudio ALC892 HD e o chip RTL8111 Gigabit Ethernet tornaram-se favoritos OEM particulares, oferecendo preços baixos e conjuntos de recursos básicos. NICs baseados em RTL8139 são apelidados de "cartões de caranguejo" em Taiwan, aludindo à aparência de caranguejo do logotipo da Realtek.

### Chipsets para reprodutores e gravadores multimídia HD

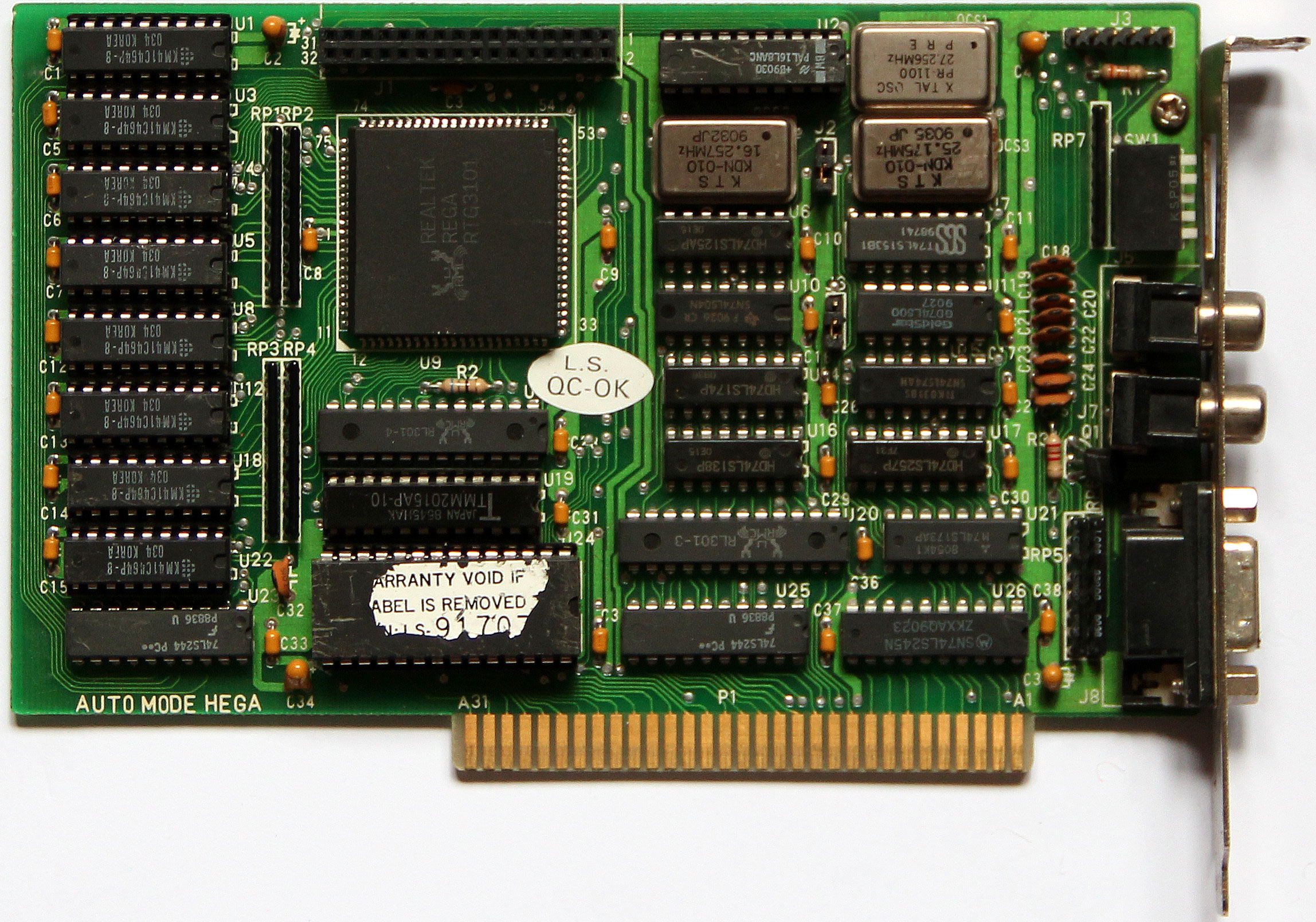
Placa gráfica EGA com Realtek RTG3101

A crescente popularidade dos players de mídia HD em 2009 levou à entrada da Realtek nesse mercado. A primeira série, os modelos 1xx3 foram vendidos a um preço mais baixo do que os chipsets de qualidade semelhantes dos concorrentes da Realtek. (Os principais concorrentes eram os Sigma Media Players.)
Realtek produziu três versões principais do Realtek 1xx3 e várias variações menores. As três versões principais do chipset 1xx3 (1073, 1183 e 1283) apresentavam o mesmo chip em termos de suporte de formato e desempenho, sendo a única diferença a capacidade adicional de gravar fontes AV no 1283. Suporte de áudio HD no 1xx3 melhorou ao longo da vida do chipset com várias revisões. As versões DDe CC do chipset adicionaram suporte total de áudio HD 7.1 ao chipset.
Os 1073 players são todos construídos em um SDK comum (firmware + SO) fornecido pela Realtek. Isso significa que todos eram essencialmente semelhantes em desempenho e interface. Isso também significava que a produção desses players era muito fácil para os fabricantes, tudo o que eles precisavam fazer era criar o hardware e a Realtek fornecia o software.
Os principais players da Realtek 1073 foram o Xtreamer original, o Asus O! PlayHD, o ACRyan PlayOn e o Mede8er MED500X. Os fabricantes lançaram centenas de players Realtek 1073.
No início de 2011, a Realtek lançou as séries 1xx5, incluindo o 1055 e o 1185. Estes são os sucessores da série 1073. Todos os três chips rodaram a 500Mhz, o que proporcionou um pequeno aumento de desempenho. Caso contrário, os chips ofereceram o mesmo suporte de formato abangente da geração anterior. Todos os chips rodavam o mesmo Realtek SDK4 Casablanca, que oferecia experiência de usuário aprimorada(esteticamente, indexação de mídia adicionada, miniaturas ...) do SDK de estoque. Tal como acontece com a versão posterior do chipset 1xx8, downmis e passagem full 7.1 HD-audio são suportados no 1xx5.
A Realtek lançou a próxima geração de seus chipsets, a série 1xx6 1186, no início de outubro de 2011. Eles rodavam a 750Mhz, suportavam HDMI 1.4, eram capazes de 3D, incluindo 3D ISO, e foram capazes de inicialização dupla no Android. Os principais players 1186 incluem a série Mede8er X3D (MED1000X3D, MED800X3D, MED600X3D), Xtreamer Prodigy 3D e HiMedia 900B.

## Falha de segurança
De acordo com a análise abrangente lançada pela Symantec em 2011 a respeito do vírus Stuxnet, o certificado digital da Realtek para Windows foi comprometido, permitindo que os invasores assinassem digitalmente drivers maliciosos sem que os usuários fossem notificados. O certificado foi então revogado pela Verisign: "Os invasores precisariam obter os certificados digitais de alguém que pode ter entrado fisicamente nas instalações das duas empresas (Realtek e JMicron) e os roubado, visto que as duas empresas estão fisicamente próximas." afirma o relatório.